# شهرستان فوگوو
شهرستان فوگوو (به لاتین: Fugou County) یک منطقهٔ مسکونی در چین است که در ژوکو واقع شده‌است.